# Вільям Дірінг
Вільям Дірінг (англ. William Diering, 7 травня 1986) — південноафриканський плавець.
Учасник Олімпійських Ігор 2008 року.
Призер Чемпіонату світу з плавання на короткій воді 2008 року.
Призер Всеафриканських ігор 2007 року.